# 石塚信久
石塚信久（いしづか・のぶひさ）は、アメリカで活動する法律家・弁護士。コロンビア大学ロー・スクール日本法研究センターのエグゼクティブ・ディレクターを務める。

## 略歴
東京大学大学院研究生（商法専攻）を経て1982年にコロンビア大学卒業、1986年にコロンビア大学ロースクール修了。同校ではコロンビア・ロー・レビューのシニア・エディターを務めた。ニューヨーク州およびワシントンＤＣの弁護士資格を取得。
国際企業法務で世界的に知られる法律事務所「スキャデン・アープス・スレート・マー・アンド・フロム法律事務所」でパートナーとして勤務、企業買収やコーポレート・ファイナンスなど金融関連の案件を多く手がけ、そのうち幾つかは弁護士団体より年間最優秀ディール (Deal of the Year) として顕彰を受けている。
この活動を通じて注目を集め、『IFLR1000: The Guide to the World’s Leading Financial Law Firms』『Asia Pacific Legal 500』『Best Lawyers in Japan』等で英語圏の法曹界において代表的な企業弁護士のひとりと目されるようになった。並行して『Columbia Law Review』等にも論文を発表したのちコロンビア大学ロースクール日本法研究センターのエグゼクティブ・ディレクターに就任。准教授として同ロースクールで日本法の講義も担当する。